# هاري إلته

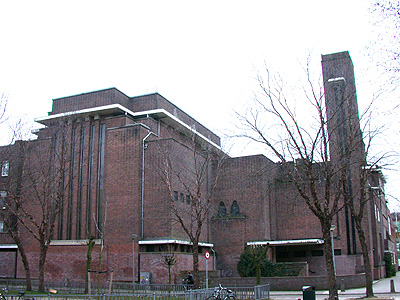
أمستردام: المعبد اليهودي خام آرون شوستر

هاري إلته (بالهولندية: Harry Elte)‏ (ولد باسم هاردوج إلته، أمستردام، 3 سبتمبر 1880 - تيريزينشتات، 1 أبريل 1944) كان مهندساً معمارياً هولندياً يهودياً. وكان طرازه هو مدرسة أمستردام.